# Lake Mills (Wisconsin)
Lake Mills is een plaats (city) in de Amerikaanse staat Wisconsin, en valt bestuurlijk gezien onder Jefferson County.

## Demografie
Bij de volkstelling in 2000 werd het aantal inwoners vastgesteld op 4843. In 2006 is het aantal inwoners door het United States Census Bureau geschat op 5401, een stijging van 558 (11,5%).

## Geografie
Volgens het United States Census Bureau beslaat de plaats een oppervlakte van 9,9 km², waarvan 8,9 km² land en 1,0 km² water. Lake Mills ligt op ongeveer 247 m boven zeeniveau.

## Plaatsen in de nabije omgeving
De onderstaande figuur toont nabijgelegen plaatsen in een straal van 16 km rond Lake Mills.